# Halfdan Ragnarsson
Halfdan Ragnarsson (m. 877) fue un caudillo escandinavo durante la Era vikinga y era uno de los hijos de Ragnar Lodbrok, quien junto a sus hermanos Ubbe e Ivar el Deshuesado, dirigieron el gran ejército pagano. Se ha sugerido que Halfdan también es conocido como Hvitsärk, que significa "Camisa Blanca".
El gran ejército pagano llegó a Inglaterra en una incursión desde la costa en Anglia Oriental en el año 865. Halfdan se menciona como uno de los caudillos vikingos en la batalla de Ashdown el 8 de enero de 871 donde Alfredo el Grande lideró un ejército sajón hacia la victoria contra los invasores daneses.
Es uno de los seis hijos de Ragnar Lodbrok nombrados en las sagas nórdicas, los hermanos de Halfdan incluían a Björn Puño de hierro, Ivar el Deshuesado, Sigurd Ojo de Serpiente, y Ubbe Ragnarsson.
Como Halfdan no es mencionado en ninguna fuente a la vez que Hvitsärk, algunos estudiantes han sugerido que son el mismo individuo, una posibilidad reforzada por el hecho de que Halfdan era un nombre común entre los vikingos y Hvitsärk «camisa blanca» podría haber sido un epíteto o apodo que distinguiera su nombre de los otros.
Halfdan fue el primer vikingo coronado rey del Reino vikingo de York (sur de Northumbria) y  un pretendiente al trono del Reino de Dublín. Muere en la Batalla de Strangford Lough en 877.

## Biografía
Halfdan fue uno de los líderes del Gran ejército pagano y caudillo de Londres 871–872 donde incluso se acuñaron monedas con su efigie. En el año 865, se unió a sus hermanos en la conquista del reino de Northumbria. Según las sagas nórdicas, esta invasión fue organizada por los hijos de Ragnar Lodbrok para vengarse del rey Aella de Northumbria, quien había arrojado a Ragnar a un foso de serpientes en 865, pero la certeza de esta explicación es desconocida por los medios históricos.
Fue muy impopular debido a su manifiesta crueldad para finalmente ser expulsado de York y murió en una nueva incursión vikinga en el 877 [878]:

Y en el invierno de este mismo año Ivar y Halfdan desembarcaron en Wessex, en Devonshire, con 23 barcos, y allí fue muerto, y 840 hombres de su ejército con él.
Crónica anglosajona

Las fuentes sobre Halfdan son, no obstante, escasas y a veces contradictorias, solo se cita parcialmente en la crónica anglosajona y la saga Ragnarssona þáttr (la Historia de los hijos de Ragnar donde se le cita con el nombre de «Hvitsärk»).

### Su participación en el Gran Ejército pagano
En otoño de 865 el Gran ejército pagano llegó a Anglia Oriental y pasaron ahí el invierno. Al año siguiente, el ejército se dirigió al norte e invadieron Northumbria, que estaba en mitad de una guerra civil entre Aella y Osberht, los demandantes del trono.
A finales de 866, el ejército pagano conquista el rico asentamiento northumbriano de York. Al año siguiente Aella y Osberht se unen para retomar York. Sin embargo el intento fue un desastre y ambos pierden sus vidas. Sin tener un líder claro, los Daneses nombraron un rey, Ecgberht, que gobernaría en su nombre y cobraría impuestos para su ejército. 
Más tarde en 867, el ejército pagano se movilizó al sur e invadió el reino de Mercia, capturando el pueblo de Nottingham, donde pasaron el invierno. El rey de Mercia, Burgred, respondió aliándose con Wessex y el rey Aethelred quienes asedian el pueblo. Sin embargo los anglosajones fueron incapaces de recuperar la ciudad, pero se acordó una tregua donde los daneses se retirarían York, donde se quedaron durante más de un año, reforzándose para futuros asaltos.
Los Daneses regresaron a Anglia Oriental en 869, esta vez con intención de conquistar. Se apoderaron de Thetford, con la intención de quedarse ahí durante el invierno, pero fueron confrontados por un ejército anglosajón. Los anglosajones fueron derrotados y su rey, Edmundo fue asesinado. Ivar y Ubbe fueron identificados como los comandantes de los daneses y los asesinos de Edmundo, y es desconocido si Halfdan también formó parte.
Siguiendo la conquista de Anglia Oriental, Ivar aparentemente deja el gran Ejército pagano. Con Ivar en Irlanda, Halfdan se convirtió en el principal comandante del ejército y en 870 lideró una invasión a Wessex. Sin embargo, soportaron el ataque y Halfdan aceptó la tregua de Alfredo el Grande, el nuevo rey de Wessex.
Tras esto, el ejército se retiró a Londres y pasaron el invierno del 871-872. Pasaron otros dos inviernos en Torksey y Repton respectivamente y finalmente en 874 conquistaron Mercia. Su rey Burgred fue remplazado por Ceolwulf.
Tras esta victoria el ejército se dividió en dos – uno liderado por Guthrum dirigiéndose al sur a luchar contra Wessex y la otra mitad bajo el liderazgo de Halfdan dirigiéndose al norte a enfrentarse a los pictos y los britanos al reino de Strathclyde. Según los Anales de Úlster, Eystein Olaffson, rey de Dublín fue asesinado en 875 por "Abann", una figura que generalmente se cree que es Halfdan. Su hermano Ivar había reinado la ciudad antes de su muerte en 873 y la campaña de Halfdan fue un intento de recuperar el reino perdido por su hermano. Sin embargo Halfdan no se quedó en Irlanda y en 876 el y sus tropas regresaron en Northumbria. Ahí establecieron un área paralela al Reino de Deira con la parte norte de Northumbria bajo el reinado anglosajón. Las fuentes algunas veces sitúan a Halfdan como Rey de York.

Parece que el reinado de Halfdan de Dublín no era seguro y fue destituido mientras estaba en York. Halfdan regresó a Irlanda en 877 para intentar recapturar la ciudad, pero se encontró con un ejército que creía que Halfdan no debía reinar Dublín y se produjo la batalla de Strangford Lough donde Halfdan fallece. Los supervivientes que lucharon junto a Halfdan  regresaron a Northumbria pasando por Escocia, donde lucharon acabando con la vida de Constantino I, rey de los pictos. Los vikingos de Northumbria se quedaron sin rey hasta 883, cuando Guthfrith fue nombrado rey.

## Historicidad
Halfdan y sus hermanos son considerados figuras históricas, aunque hay diversas opiniones. Según Hilda Ellis Davidson, «algunos estudiantes en los años recientes han aceptado al menos una parte de la historia de Ragnar como un hecho histórico». Pero por otro lado, Katherine Holman concluye «aunque sus hijos son figuras históricas, no hay evidencia de que Ragnar haya vivido, y él parece ser un amalgama de diversas figuras históricas y pura invención literaria.»